# Krasica (Buje)
Krasica (olaszul:  Crasizza) falu Horvátországban, Isztria megyében. Közigazgatásilag Bujéhoz tartozik.

## Fekvése
Az Isztria északnyugati részén, Umagtól 17 km-re, községközpontjától 5 km-re délkeletre, a Bujština területén, a 21-es számú főút mentén fekszik. Településrészei Mužulini (Gornji és Donji), Baredine (Gornje és Donje), Vrh Činić, Glavoći (Gardoši) Punta, Brajki, Bucaj, Bekari, Jugovci, Lozari, valamint Stancija Loj és Stancija Zubin.

## Története
A Punta nevű településrészétől 3 kilométerre a Mirna feletti lejtőn található Valeron barlangban a vaskorból származó tárgyakat találtak. Tehát a területe már ebben az időben lakott volt. Határában a római korból származó feliratos kövek és pénzérmék is kerültek elő. A Szent István templomtól mintegy száz méterre nyugatra emelkedő dombon ókori eredetű, később újjáépített erődítmény maradványa található. A várat a történeti források "Istarski Kastrum" illetve "Castrum Castiloni" néven említik. Először abban az 1102-es oklevélben szerepel, melyben II. Ulrik isztriai gróf és felesége Adelaide ezt a birtokot is az aquileiai pátriárkának ajándékozza. 1320-ban III. Biaquino pátriárka ezen a helyen új várat építtet. A vár területén több lakóházat és kápolnát is építenek. 1343-ban Biaquino Velence ellen szövetségre lépett a görzi gróffal, de miután a tengeri köztársaság hatalma egyre növekedett átállt Velencéhez, a görzi gróf pedig vereséget szenvedett. Ezt követően azonban gróf serege ellentámadásba ment át és Pietrapelosából kiindulva szövetségeseivel támadást intézett Castiloni vára ellen. Az ostrom során a vár teljesen megsemmisült és már nem építették újjá. A település 1351-től Francesco Oslacco, majd halála után 1358-ban Simone di Valvasona hűbérbirtoka. 1402-ben II. Antonio Pancera pátriárka Buje városának adta át. Az oklevélben a birtok "Castion" néven szerepel, mely nevet a magaslat lábánál eredő és az Umagi-öbölbe ömlő patakról kapta. A várdomb tetején magányosan állt román stílusú Sv. Marija od Gradine (Gradinai Szűz Mária) kápolna egészen a 18. század végéig fennmaradt. Titulusát a domb neve alapján kapta, ugyanis az egykori vár dombját a lakosság „Bujska gradinának” nevezte és a mai öregek még ma is így hívják.
A települést 16. és 17. században a Balkánról, főként Dalmáciából érkezett földműves családokkal népesítették be. Ekkor épült régi plébániatemploma is.
1797-ben a napóleoni háborúk következtében megszűnt a Velencei Köztársaság és az Isztriával együtt a település is Habsburg uralom alá került. 1805-ben Napóleon a francia fennhatóság alatt álló Illír provincia részévé tette. Napóleon bukása után 1813-ban az egész Isztriával együtt ismét a Habsburg birodalom részévé vált és maradt 1918-ig. 1857-ben 622, 1910-ben 658 lakosa volt.
Az első világháború után a rapallói szerződés értelmében Isztria az Olasz Királysághoz került. 1923-ban nevét Villa Gardossira olaszosították, mely név nem maradt fenn. Az 1943-as olasz kapitulációt követően német megszállás alá került, mely 1945-ig tartott. A második világháború után a párizsi békeszerződés értelmében Jugoszlávia része lett, de 1954-ig különleges igazgatási területként átmenetileg a Trieszti B zónához tartozott és csak ezután lépett érvénybe a jugoszláv polgári közigazgatás. A település Jugoszlávia felbomlása után 1991-ben a független Horvátország része lett. 1993-ban újraalakították a történelmi Buje községet. 2011-ben 165 lakosa volt. Lakói mezőgazdasággal, ezen belül főként olajbogyó termesztéssel és újabban egyre inkább turisták vendéglátásával foglalkoznak. A kultúrházban működik a település választmánya és olasz kulturális egyesülete.

## Nevezetességei
Szent István első vértanú tiszteletére szentelt plébániatemploma a 19. században épült a régebbi 17. századi templom helyén. Egyhajós épület, négyszögletes szentéllyel. A szentélyt a főhajótól diadalív választja el, kazettás mennyezete van. Különálló harangtornya 18 méter magas.

## Lakosság
| Lakosság változása | Lakosság változása | Lakosság változása | Lakosság változása | Lakosság változása | Lakosság változása | Lakosság változása | Lakosság változása | Lakosság változása | Lakosság változása | Lakosság változása | Lakosság változása | Lakosság változása | Lakosság változása | Lakosság változása | Lakosság változása |
| ------------------ | ------------------ | ------------------ | ------------------ | ------------------ | ------------------ | ------------------ | ------------------ | ------------------ | ------------------ | ------------------ | ------------------ | ------------------ | ------------------ | ------------------ | ------------------ |
| 1857               | 1869               | 1880               | 1890               | 1900               | 1910               | 1921               | 1931               | 1948               | 1953               | 1961               | 1971               | 1981               | 1991               | 2001               | 2011               |
| 622                | 659                | 546                | 586                | 617                | 658                | 1010               | 1102               | 634                | 429                | 395                | 236                | 210                | 172                | 152                | 165                |